# MAP1LC3B2
MAP1LC3B2 (англ. Microtubule associated protein 1 light chain 3 beta 2) – білок, який кодується однойменним геном, розташованим у людей на 12-й хромосомі. Довжина поліпептидного ланцюга білка становить 125 амінокислот, а молекулярна маса — 14 628.
| 10         |  | 20         |  | 30         |  | 40         |  | 50         |
| ---------- |  | ---------- |  | ---------- |  | ---------- |  | ---------- |
| MPSEKTFKQR |  | RTFEQRVEDV |  | RLIREQHPTK |  | IPVIIERYKG |  | EKQLPVLDKT |
| KFLVPDHVNM |  | SELIKIIRRR |  | LQLNANQAFF |  | LLVNGHSMVS |  | VSTPISEVYE |
| SEKDEDGFLY |  | MVCASQETFG |  | MKLSV      |  |            |  |            |

A: Аланін

C: Цистеїн

D: Аспарагінова кислота

E: Глутамінова кислота

F: Фенілаланін

G: Гліцин

H: Гістидин

I: Ізолейцин

K: Лізин

L: Лейцин

M: Метіонін

N: Аспарагін

P: Пролін

Q: Глутамін

R: Аргінін

S: Серин

T: Треонін

V: Валін

Кодований геном білок за функцією належить до ліпопротеїнів. 
Задіяний у таких біологічних процесах, як убіквітинування білків, автофагія. 
Локалізований у цитоплазмі, цитоскелеті, мембрані, цитоплазматичних везикулах.